# Szabo
Szabo (ukr. Шабо) – wieś w południowo-zachodniej Ukrainie w rejonie białogrodzkim obwodu odeskiego.
Wieś położona około nad limanem dniestrowskim przy ujściu do Morza Czarnego, i jest znana z produkcji win marki „Szabo” (na terytorium wsi znajduje się Przemysłowo-Handlowa Kompania „Szabo”). Została założona w 1824 przez kolonistów ze Szwajcarii, chociaż pierwsze wspomnienie pisemne o tatarskiej osadzie o nazwie asza-abaga pochodzi z 1788.
Znajduje tu się stacja kolejowa Szabo na linii Odessa - Arcyz.